# Heinz Neuhaus (Politiker)
Heinz Neuhaus (* 18. Dezember 1945 in Katzwinkel; † 17. Dezember 1992 in Olpe) war ein deutscher Politiker (CDU).

## Leben
Neuhaus besuchte bis 1960 die Volksschule und dann bis 1963 eine Berufsschule. Er machte eine kaufmännische Lehre, die er 1963 mit der Kaufmannsgehilfenprüfung abschloss. Er wurde Ausbilder gemäß der Ausbildereignungsverordnung und 1980 Prokurist der Firma Lampertz in Betzdorf.
Er verstarb einen Tag vor seinem 47. Geburtstag an den Folgen eines Herzinfarkts.

## Politik
1966 trat er der Jungen Union und der CDU bei. Er wurde 1979 stellvertretender CDU-Ortsverbandsvorsitzender, 1985 stellvertretender Kreisverbandsvorsitzender und später Mitglied des Landesparteiausschusses. 1979 wurde er Mitglied des Stadtrats Betzdorf, 1980 des Verbandsgemeinderats Betzdorf und 1984 des Kreistags Altenkirchen, wo er Vorsitzender der CDU-Kreistagsfraktion Altenkirchen war.
Am 1. Januar 1986 rückte er für Paul Wingendorf in den zehnten Landtag Rheinland-Pfalz nach, dem er zwei Wahlperioden lang bis 1991 angehörte. Im Landtag war er Schriftführender Abgeordneter und in der 10. Wahlperiode Mitglied im Innenausschuss und Medienpolitischen Ausschuss. In der 11. Wahlperiode war er Mitglied Ausschuss für Soziales und Gesundheit und dem Innenausschuss.
Von 1966 bis 1978 war er Mitglied des Bundesvorstands des Kolpingwerks, 1969–1978 Mitglied des Internationalen Generalpräsidiums des Kolpingwerks, Vorsitzender der DJK Betzdorf und stellvertretender Vorsitzender des DJK-Diözesanverbands Trier.